# Estado Soberano del Tolima
El Estado Soberano del Tolima fue una división administrativa y territorial de los Estados Unidos de Colombia. El Estado fue creado el 12 de abril de 1861 a partir de la separación de las provincias de la ribera occidental del río Magdalena que pertenecían al Estado Soberano de Cundinamarca, es decir Neiva y Mariquita, convirtiéndose así en el noveno estado de la Unión Colombiana. Sin embargo sólo fue hasta 1863 que se le denominó Soberano en la constitución nacional de ese mismo año. El estado subsistió hasta el 7 de septiembre de 1886 cuando entra en rigor la Constitución política colombiana de 1886 y pasa a llamarse Departamento del Tolima.

## Historia
Al momento de crearse la Confederación Granadina, las provincias de Mariquita y Neiva quedaron perteneciendo al Estado Federal de Cundinamarca mediante la ley del 15 de junio de 1857 debido a su poco desarrollo; dicha decisión fue ratificada por la constitución estatal de 1858.
En 1861 el general Tomás Cipriano de Mosquera se levantó contra el gobierno de Mariano Ospina Rodríguez y como parte de sus actos de rebeldía creó de facto en el Alto del Raizal el Estado Soberano del Tolima el 12 de abril del año mencionado. Esta determinación fue posteriormente convalidada y legalizada por los demás estados de la Unión Colombiana a través del artículo 41 del Pacto de la Unión del 20 de septiembre de 1861. Como fruto de la inestabilidad reinante durante el periodo liberal colombiano, el Tolima vivió tres guerras civiles (1860-1862, 1876 y 1885) y una guerra civil interna (1867). Como consecuencia de esto, el estado expidió un total de seis constituciones políticas: tres en Neiva (enero de 1863, noviembre de 1863 y febrero de 1877), dos en Guamo (diciembre de 1867 y noviembre de 1870) y una en Natagaima (julio de 1866).
Durante la existencia legal del Estado varias ciudades se disputaban la capitalidad del mismo: Ambalema, Espinal, Neiva, Ibagué, Purificación y Guamo. De estas, primero ostentó esta categoría la ciudad de Purificación (durante 22 meses), para luego hacerlo Neiva, y posteriormente Natagaima y Guamo; En 1870 se traslada la capitalidad del estado a Ibagué, por tener un clima más benigno que las antes mencionadas, y finalmente esta última obtuvo el título de capital del recién creado Departamento del Tolima, por medio de la Ley 21 del 16 de febrero de 1887, denominación que aún ostenta.

## Geografía

### Límites
El Tolima limitaba al norte con el estado de Antioquia, al este con los estados de Cundinamarca y Boyacá y al sur y oeste con el Cauca. Estos límites eran semejantes a los que poseían las provincias de Neiva y Mariquita en 1850 (si bien el 14 de mayo de 1857 ocurren varias segregaciones del territorio tolimense: se le agrega al Estado de Antioquia el distrito de Nare, segregándolo de la Provincia de Mariquita; al Estado del Cauca se le agregan los distritos de Inzá y Calambás, segregados de Neiva; al Estado de Cundinamarca en tanto se le agrega el distrito de La Palma, segregándolo de la Provincia de Mariquita); los límites particulares eran:
- Con Antioquia: la boca del río La Miel, aguas arriba, hasta sus fuentes en el páramo de San Félix; y de este hacia el sur, por la cumbre de los páramos hasta la cabecera del río Chinchiná.

- Con el Cauca: desde la cabecera del río Chinchiná por la cumbre de la cordillera Central hasta el nevado del Huila; de allí a la cabecera del río Negro de Narváez y por el curso de este hasta la quebrada Arepa, y de esta al río Páez; por el Páez hasta la quebrada Buenosaires y por esta aguas arriba hasta su origen; luego por la cordillera hasta el páramo de Guanacas, para después pasar al páramo de las Papas; de aquí al Macizo Colombiano, siguiendo luego por las cumbres de la cordillera Oriental hasta la cabecera del río Unilla.

- Con Cundinamarca: desde la boca del río La Miel en el Magdalena, aguas arriba, hasta la boca del Fusagasugá; este río arriba hasta el Sumapaz; este último, aguas arriba, hasta la quebrada Mundonuevo; ésta aguas arriba hasta el nudo del ramal de la cordillera Oriental que queda frente a Doa, y después las cimas de ese ramal hasta el alto do las Cazualitas; y de este alto por la cumbre de la cordillera Oriental hasta la cabecera del río Unilla en la frontera con el territorio del Caquetá, pasando por el alto de las Oseras, cerro Ariari y cerro Neiva.

En la actualidad el territorio que correspondía al Estado Soberano del Tolima está repartido entre los departamentos de Tolima y Huila.

### Divisiones administrativas
El 12 de abril de 1861, los departamentos de Mariquita y Neiva fueron segregados del Estado Soberano de Cundinamarca para formar el del Tolima.
El 15 de julio de 1861 fue creado el departamento de Ambalema, y el estado queda conformado por 6 departamentos:
- Ambalema (capital Ambalema).
- Espinal (capital El Espinal).
- Honda (capital Honda).
- Neiva (capital Neiva).
- La Plata (capital La Plata).
- Purificación (capital Purificación).

Por ley del 3 de marzo de 1864 el Estado fue subdividido en 3 departamentos, cada uno dividido a su vez en distritos:
- Centro (capital Guamo).
- Norte (capital Ibagué).
- Sur (capital Neiva).

A través de la ley del 27 de enero de 1868 el estado quedó dividido en 2 departamentos:
- Norte (capital Ibagué).
- Sur (capital Neiva).

A través del decreto del 12 de julio de 1886 el estado quedó dividido en 3 departamentos:
- Norte (capital Ibagué).
- Neiva (capital Neiva).
- Sur (capital Garzón).